# Sphegina sublatifrons
Sphegina sublatifrons är en tvåvingeart som beskrevs av Ante Vujic 1990. Sphegina sublatifrons ingår i släktet midjeblomflugor, och familjen blomflugor. Inga underarter finns listade i Catalogue of Life.